# Ute Hohoff
Ute Hohoff (* 25. September 1967 in Hamm, Westfalen) ist eine deutsche Juristin. Sie ist seit dem 8. Mai 2017 Richterin am Bundesgerichtshof.

## Leben und Wirken
Hohoff war nach Abschluss ihrer juristischen Ausbildung zunächst mehrere Jahre als wissenschaftliche Mitarbeiterin an der Juristischen Fakultät der Humboldt-Universität zu Berlin tätig. 2000 trat sie in den Justizdienst des Landes Nordrhein-Westfalen ein und war bei dem Landgericht Aachen und dem Amtsgericht Eschweiler tätig. 2001 bis 2002 war sie als juristische Mitarbeiterin bei dem Oberlandesgericht Köln in der Verwaltungsabteilung eingesetzt. 2002 erfolgte ihre Ernennung zur Richterin am Landgericht in Köln. Von 2006 bis 2009 war sie als Referentin an das Justizministerium des Landes Nordrhein-Westfalen abgeordnet. 2008 wurde sie zur Richterin am Oberlandesgericht Köln ernannt. 2011 wechselte sie an das Oberlandesgericht Düsseldorf. 2015 erfolgte ihre Ernennung zur Vorsitzenden Richterin am Oberlandesgericht. Hohoff ist promoviert.
Das Präsidium des Bundesgerichtshofs wies Hohoff zunächst dem neben allgemeinen Revisionssachen insbesondere für Revisionen in Steuer- und Zollstrafsachen zuständigen 1. Strafsenat sowie dem Kartellsenat zu.
Hohoff wurde von der Bundesregierung 2022 als Richterin am Internationalen Strafgerichtshof nominiert, erhielt jedoch im Dezember 2023 im siebten Wahlgang nur 16 von 120 gültigen Stimmen der Mitgliedstaaten. Bis zu dieser Wahl war Deutschland als der zweitgrößte Geldgeber des Gerichts stets unter den 18 Richtern vertreten gewesen. Das schlechte Ergebnis wird darauf zurückgeführt, dass das Auswärtige Amt ihre fehlende internationale Vernetzung ignoriert habe und eine Frau als Richterin durchsetzen wollte, wobei jedoch bereits 2017 und 2020 schon neun Frauen und nur drei Männer gewählt worden waren.